# Камінське (Підляське воєводство)
Камінське (пол. Kamińskie) — село в Польщі, у гміні Грабово Кольненського повіту Підляського воєводства.
Населення — 69 осіб (2011).
У 1975-1998 роках село належало до Ломжинського воєводства.

## Демографія
Демографічна структура станом на 31 березня 2011 року:
|          | Загалом | Допрацездатний вік | Працездатний вік | Постпрацездатний вік |
| -------- | ------- | ------------------ | ---------------- | -------------------- |
| Чоловіки | 34      | 6                  | 24               | 4                    |
| Жінки    | 35      | 13                 | 13               | 9                    |
| Разом    | 69      | 19                 | 37               | 13                   |